# Ariah Park
Ariah Park est un village australien situé dans la zone d'administration locale de Temora, en Nouvelle-Galles du Sud.

## Géographie
Le village est situé dans la Riverina, au sud-est de la Nouvelle-Galles du Sud, à 98 km de Wagga Wagga et à 450 km à l'ouest de Sydney.
En 2021, la population s'élevait à 439 habitants.